# الجسر الحجري (قارص)
الجسر الحجري في قارص هو جسر حجري ذو ثلاثة أقواس فوق نهر قارص، يقع شمال غرب مركز مدينة قارص في تركيا وجنوب قلعة قارص، يبلغ طول الجسر 53.5 مترًا وعرضه 8.40 مترًا.

## التاريخ
تم بناء الجسر عام 1579، من كتل البازلت كجزء من برنامج أعمال في قارص من قبل مصطفى باشا، الذي أصبح الصدر الأعظم للسلطان مراد الثالث في العام التالي. 

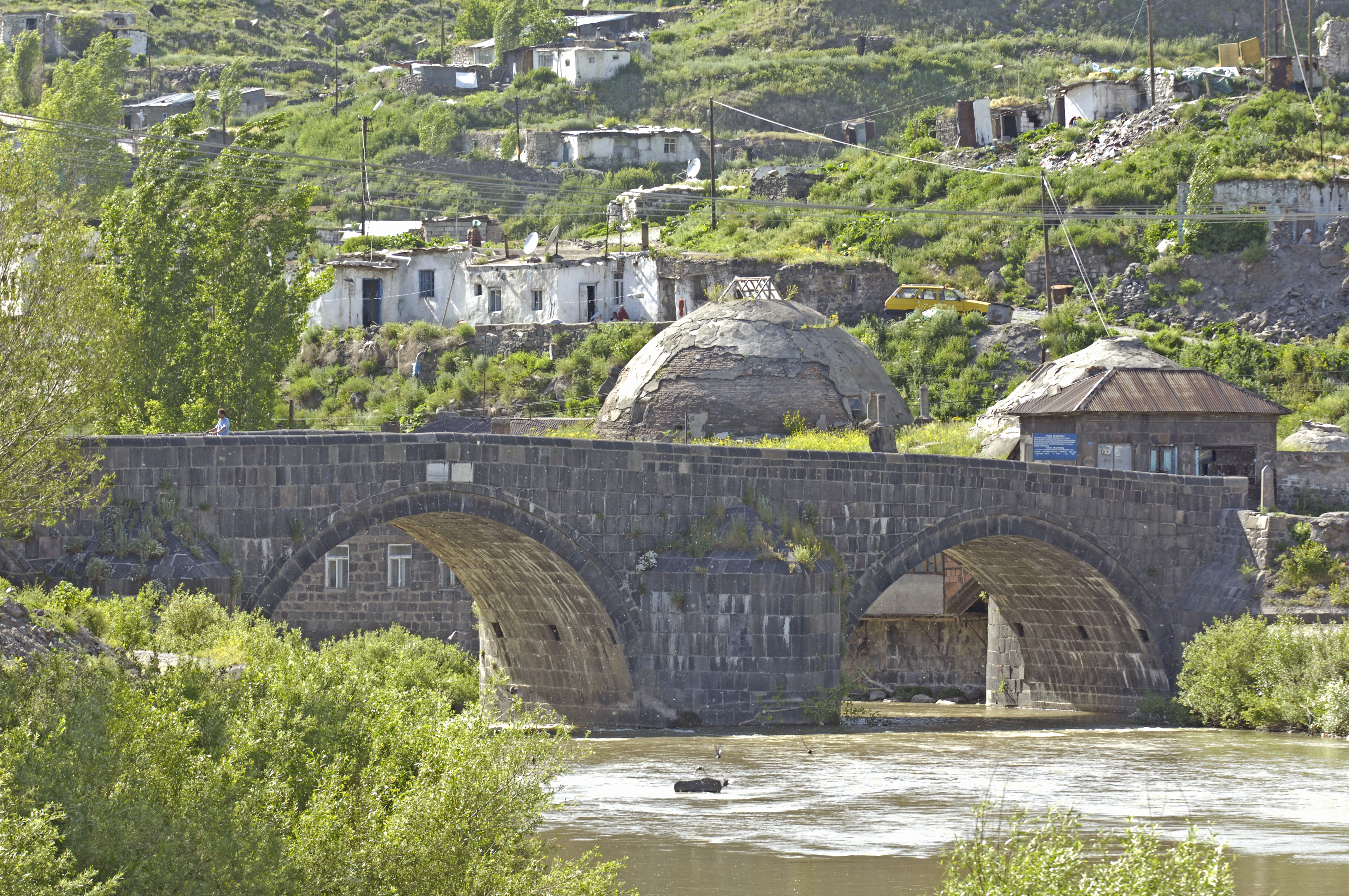
الجسر الحجري في قارص

تم تدمير الجسر لاحقًا بسبب الفيضان، وأعيد بناؤه عام 1719 على يد أحد قادة قارص، وتم ترميمه من قبل المنطقة 18 بمديرية الطرق السريعة عام 2013. 